# Yasutaka Nomoto
Yasutaka Nomoto (født 27. april 1986) er en japansk fodboldspiller.
Han har spillet for flere forskellige klubber i sin karriere, herunder FC Gifu.